# Sandheiden-Rindeneule
Die Sandheiden-Rindeneule (Acronicta cinerea) ist ein Schmetterling (Nachtfalter) aus der Familie der Eulenfalter (Noctuidae). Sie ist sehr eng mit der Wolfsmilch-Rindeneule verwandt. Einige Autoren bestreiten sogar bis in die jüngste Zeit die Eigenständigkeit der beiden Arten.

## Merkmale
Die Falter erreichen eine Flügelspannweite von etwa 33 bis 38 Millimetern. Die Grundfarbe ist meist dunkelgrau, aber auch hellere Exemplare kommen vor. Die innere und äußere Querlinie sind häufig wenig deutlich ausgebildet bis stark verwaschen. Die äußere Querlinie ist nur schwach gezackt bis nahezu ungezähnt. Der Apex der Vorderflügel ist gerundet. Die Hinterflügel der Männchen sind weißlich, bei den Weibchen grau mit weißen Fransen. Eine Mittellinie und ein Diskalfleck sind vorhanden, aber nur undeutlich entwickelt.
Das Ei ist halbkugelig und rosa gefärbt. Die Oberfläche ist mit hellen, unregelmäßigen, nicht sehr deutlich ausgebildeten Rippen bedeckt.
Die Raupe ist schwarzbraun, der Kopf schwarz gefärbt. Die Warzen sind bräunlich und mit schwarzen und weißen Haarbüschel besetzt. Auf dem Rücken sitzen große, weiße oder gelbe Dreiecksflecke.

### Ähnliche Arten
Die Sandheiden-Rindeneule ähnelt stark der Wolfsmilch-Rindeneule (Acronicta euphorbiae), falls es sich überhaupt um zwei Arten handelt. Die Flügelspannweite bewegt sich in der gleichen Größenordnung wie die der Wolfsmilch-Rindeneule; diese ist im Durchschnitt etwas größer.
Eine sichere Bestimmung der Falter kann nur durch eine Genitaluntersuchung erfolgen. Da sich die Raupen der zwei Arten deutlich unterscheiden, ist auch eine eindeutige Zuordnung mittels Zucht möglich. Der Raupe von A. cinerea fehlt der orangerote, querverlaufende Rückenfleck auf dem 2. Segment und die gelbroten Seitenstreifen.

## Geographische Verbreitung und Lebensraum
Die Sandheiden-Rindeneule ist in Europa nördlich einer Linie verbreitet, die sich von Nordschottland, nordöstliche Niederlande/Grenze zu Nordwestdeutschland, südostwärts durch das nördliche Tschechien, Südpolen, quer durch die Ukraine und Südrussland zum Ural-Gebirge zieht. Es reicht weiter in das nördliche Zentralasien, Sibirien, den Altai bis nach Nord- und Mittelchina.
Die Art lebt überwiegend auf Sandboden in Kiefernheiden und Kiefernwäldern, aber auch in feuchten Heiden und Mooren im Bergland sowie in Ruderalflächen.

## Lebensweise
Die Sandheiden-Rindeneule bildet ein bis zwei Generationen pro Jahr aus, wobei die zweite Generation, wenn sie denn gebildet wird, unvollständig ist. Die Falter der ersten Generation fliegen von Mai bis Juni, die der unvollständigen zweiten Generation im Juli und August. Die Raupen ernähren sich polyphag an verschiedenen Pflanzen, meist an Arten der Besenheide (Calluna) und der Gattung Myrica, aber auch an Weidengewächsen (Salicaceae), Hülsenfrüchtlern (Fabaceae), Braunwurzgewächsen (Scrophulariaceae) und Korbblütlern (Asteraceae). Sie verpuppen sich in einem leichten Gespinst. Die Puppe überwintert.

## Gefährdung
Die Art gilt in Brandenburg als gefährdet (Kategorie 3), in Mecklenburg-Vorpommern als stark gefährdet und in Niedersachsen ist sie vom Aussterben bedroht.

## Systematik
Der taxonomische Status von A. cinerea ist immer noch umstritten. Die Befürworter, dass A. cinerea eine eigene Art ist, führen an, dass sich die Raupen deutlich unterscheiden, und auch die Falter meist unterscheidbar sind. Auch die Genitalapparate unterscheiden sich geringfügig. Außerdem wird vorgebracht, dass sich die Verbreitungsgebiete nahezu ausschließen. Die andere Seite betrachtet A. cinerea als eine ökologische Variante von A. euphorbiae, die auf Sandboden und/oder Kiefernheiden spezialisiert ist. Es wurden Übergangsformen bei den Raupen beider Arten beobachtet. Außerdem sind die Falter im Einzelfall oft nicht sicher zu unterscheiden. Auch die Unterschiede in den Genitalapparaten von Männchen und Weibchen sind oft nur gering. Die graduellen Übergänge bei den Raupen könnten auch durch eine Hybridisierungszone erklärt werden, da wo beide Arten zusammen vorkommen. Hier wäre zu klären, ob diese Hybriden sich tatsächlich gleich erfolgreich fortpflanzen, oder ob die Artbarriere aufrechterhalten wird, beispielsweise durch geringeren Reproduktionserfolg, größere Anfälligkeit gegenüber Parasiten etc. Anhand der derzeitigen Ergebnisse kann noch nicht entschieden werden, ob A. cinerea tatsächlich eine eigenständige Art ist. Nach den internationalen Regeln für die Zoologische Nomenklatur müsste im Fall, dass es sich um keine eigenständige Art handelt, die Art zudem A cinerea heißen, da dieser Name Priorität besitzt.